# Pałac w Łosiowie
Pałac w Łosiowie (niem. Schloss Lossen) – zabytkowy pałac we wsi Łosiów.
Obiekt z drugiej połowy XIX w., przebudowany na początku XX w., jest częścią zespołu pałacowego, w skład którego wchodzi jeszcze park.